# Saint-Thibault-des-Vignes
Saint-Thibault-des-Vignes (franskt uttal: [sɛ̃ tibo de viɲ]
 ( lyssna)) är en kommun i departementet Seine-et-Marne i regionen Île-de-France i norra Frankrike. Kommunen ligger i kantonen Lagny-sur-Marne som tillhör arrondissementet Torcy. År 2022 hade Saint-Thibault-des-Vignes 6 793 invånare.

## Befolkningsutveckling
| Befolkningsutvecklingen i Saint-Thibault-des-Vignes 1968–2021 | Befolkningsutvecklingen i Saint-Thibault-des-Vignes 1968–2021 | Befolkningsutvecklingen i Saint-Thibault-des-Vignes 1968–2021 | Befolkningsutvecklingen i Saint-Thibault-des-Vignes 1968–2021 | Befolkningsutvecklingen i Saint-Thibault-des-Vignes 1968–2021 |
| ------------------------------------------------------------- | ------------------------------------------------------------- | ------------------------------------------------------------- | ------------------------------------------------------------- | ------------------------------------------------------------- |
|                                                               |                                                               |                                                               |                                                               |                                                               |
| År                                                            |                                                               |                                                               | Folkmängd                                                     |                                                               |
| 1968                                                          | 1968                                                          |                                                               | 775                                                           |                                                               |
| 1975                                                          | 1975                                                          |                                                               | 1 288                                                         |                                                               |
| 1982                                                          | 1982                                                          |                                                               | 1 412                                                         |                                                               |
| 1990                                                          | 1990                                                          |                                                               | 4 207                                                         |                                                               |
| 1999                                                          | 1999                                                          |                                                               | 6 382                                                         |                                                               |
| 2007                                                          | 2007                                                          |                                                               | 6 510                                                         |                                                               |
| 2015                                                          | 2015                                                          |                                                               | 6 341                                                         |                                                               |
| 2021                                                          | 2021                                                          |                                                               | 6 266                                                         |                                                               |

## Vänorter
- Badia Polesine, Italien